# 佐藤信行 (文化人類学者)
佐藤 信行（さとう のぶゆき、1929年9月26日 - ）は、日本の文化人類学者、広島大学名誉教授。

## 経歴
1929年、東京生まれ。南山大学社会学部を卒業し、東京大学大学院社会科学研究科博士課程を中退。
広島大学総合科学部教授に就いた。1966年、学位論文『ペルー南部アンデスの宗教：チンチエーロの事例をめぐって』を東京大学に提出して社会学博士号を取得。1993年に広島大学を定年退官し、名誉教授となった。その後は中京大学教授として教鞭をとり、2000年に退任。

## 著作
著書
- 『未開と文明の交点 南米諸族の人類学覚え書』日本放送出版協会 NHKブックス 1967

翻訳
- 『ブラック・エロス』ボリス・デ・ラチェヴィルツ著、石川郁雄共訳 二見書房 1968
- 『かくれた次元』エドワード・T・ホール著、日高敏隆共訳 みすず書房 1970
- 『農民』(現代文化人類学 1)エリック・R.ウルフ著、黒田悦子共訳 鹿島研究所出版会 1972
- 『内側からみた国連 第三世界からの批判』ネルソン・イリニェス・カサス著、サイマル出版会 1975
- 『人類学との出会い』ロビン・フォックス著、香原志勢共訳 思索社 1977
- 『タッチング 親と子のふれあい』A.モンタギュー著、佐藤方代共訳 平凡社 1977
- 『孤島はるか・トーリィー 大西洋縁辺地帯のケルトの民』ロビン・フォックス著、米田巌共訳 思索社 1987